# Mycosphaerella mori

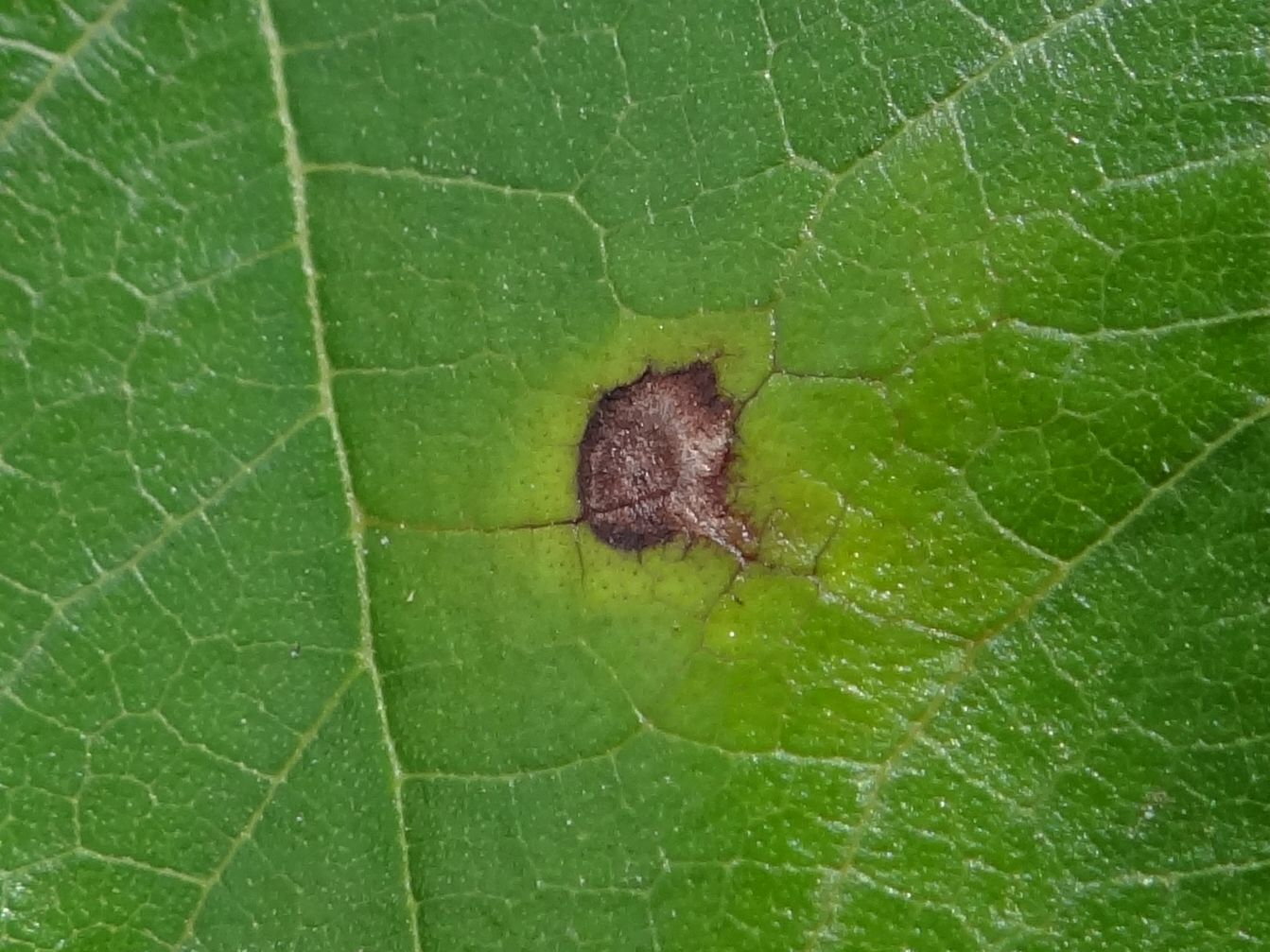
Plama na górnej stronie liścia morwy białej

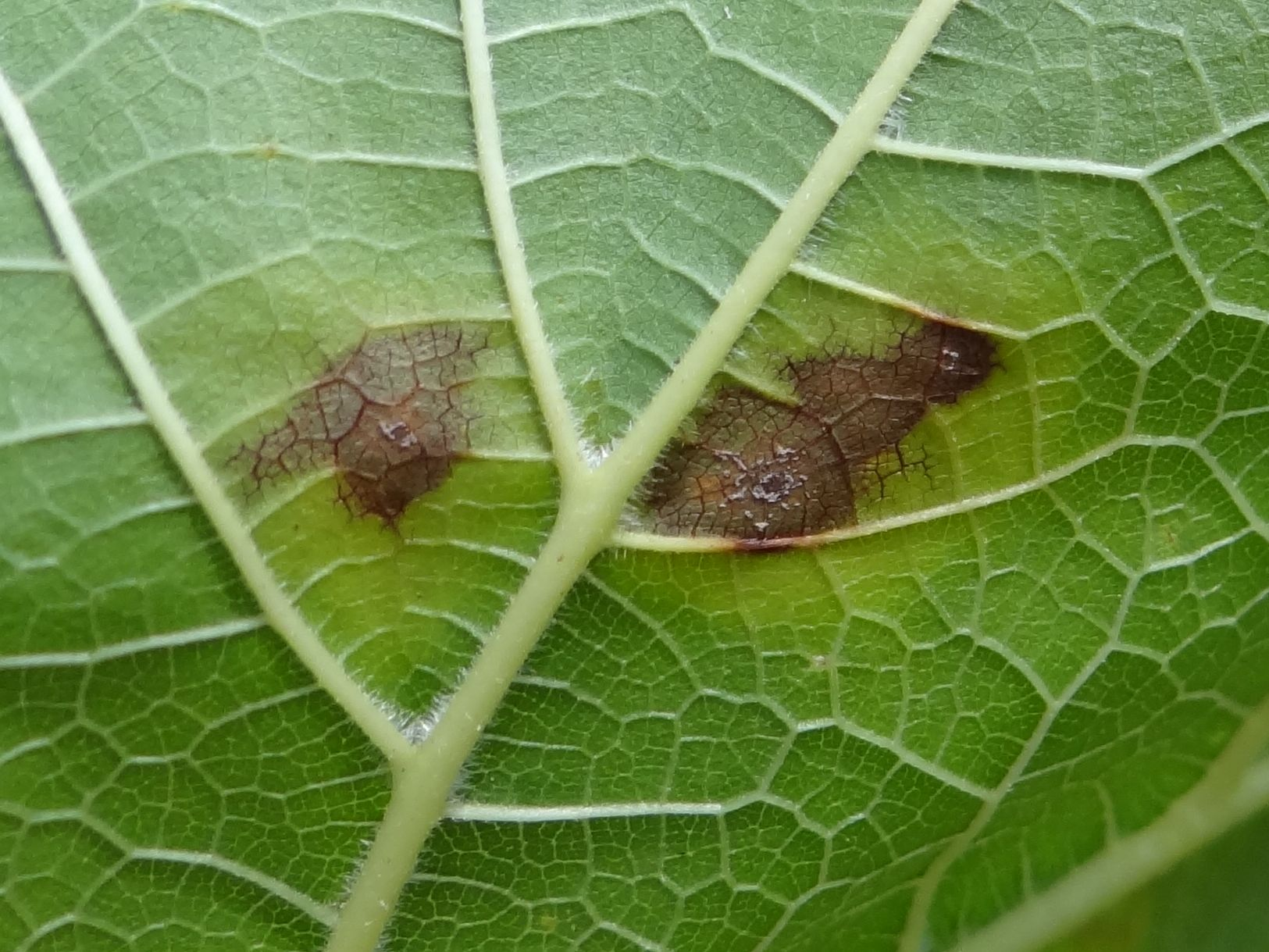
Plamy na dolnej stronie liścia morwy białej

Mycosphaerella mori (Fuckel) F.A. Wolf – gatunek grzybów z klasy Dothideomycetes. Grzyb mikroskopijny, pasożyt obligatoryjny i saprotrof rozwijający się na liściach morwy (Morus).

## Systematyka i nazewnictwo
Pozycja w klasyfikacji według Index Fungorum: Mycosphaerella, Mycosphaerellaceae, Capnodiales, Dothideomycetidae, Dothideomycetes, Pezizomycotina, Ascomycota, Fungi.
Po raz pierwszy zdiagnozował go w 1870 r. Leopold Fuckel nadając mu nazwę Sphaerella mori. Obecną, uznaną przez Index Fungorum nazwę nadał mu Frederick Adolph Wolf w 1935 r.
Synonimy:
- Cheilaria mori (Lév.) Desm. 1847
- Cylindrosporium mori (Lév.) Berl. 1896
- Mycosphaerella morifolia (Pass.) Cruchet 1923
- Phloeospora mori (Lév.) Sacc. 1878
- Septogloeum mori (Lév.) Briosi & Cavara 1888
- Septoria mori Lév. 1846
- Sphaerella mori Fuckel 1870
- Sphaerella morifolia Pass. 1885
- Sphaeria mori Nitschke 1866

Uwagi taksonomiczne: w publikacjach fitopatologicznych konidialna postać Mycosphaerella mori była różnie określana lub błędnie opisywana jako jeden z gatunków Cercospora, Cercosporella, Cylindrosporium, Phloeospora, Septoria i Septogloeum, w wyniku czego informacje na temat patologii udokumentowano pod różnymi nazwami.

## Morfologia i rozwój
Grzybnia rozwija się w tkance miękiszowej żywych liści. W miejscach jej rozwoju powstają plamy. W ich obrębie tworzą się pod naskórkiem oddzielne, lub zlewające się z sobą acerwulusy o rozmiarach 110–200 (–300) μm, zbudowane z nieregularnych komórek pseudoparenchymy. Komórki konidiotwórcze cylindryczne, przeźroczyste i bezbarwne (hialinowe), holoblastyczne, czasami również sympodialne. Mają rozmiary 8–20 × 2–4 μm. Zarodniki konidialne hialinowe, proste lub zakrzywione, o rozmiarach (25–) 33–40 (–64) × 2,5–3 (–4) μm. Podzielone są 2–5 septami i posiadają gutule.
Na porażonych, opadających liściach morwy powstają pseudotecja. Początkowo są zanurzone w tkankach liścia, potem nabrzmiewają uwypuklając się na zewnątrz. Są ciemnobrązowe, sferyczne, o rozmiarach 70–80 × 60–70 μm, z krótką szyjką i okrągłą ostiolą. Ich zbudowana z pseudoparenchymy ściana składa się z kilku warstw komórek o nieregularnej teksturze.Warstwa zewnętrzna, złożona z 1-2 komórek jest ciemnobrązowa, wewnętrzna, złożona z 2–4 komórek jest hialinowa. Worki w wiązkach, o kształcie od cylindrycznego do maczugowatego, hialinowe, 8-zarodnikowe, o rozmiarach 35-45 × 5–6 μm. Askospory powstają w dwóch mniej lub bardziej regularnych rzędach. Są elipsoidalne, na środku lub w pobliżu środka podzielone jedną przegrodą. Górna komórka jest nieco szersza od dolnej.

## Znaczenie
Wywołana przez Mycosphaerella mori plamistość liści jest jedną z najbardziej szkodliwych chorób morwy. Na jej rozprzestrzenienie się wywierają wpływ takie czynniki, jak temperatura, zagęszczenie roślin i wilgotność. Jak dotąd nie udało się wyhodować kultywara w pełni odpornego. Przycinanie nadmiernie zagęszczonych drzew zmniejsza nasilenie choroby. Skutecznie zwalcza się ją poprzez opryskiwanie fungicydami zawierającymi 0,5% zinebu, 0,4% polikarbacyny, 0,3% fiona, 0,3% melprexu, 0,7% captanu lub 0,5% tlenochlorek miedzi. Należy opryskiwać raz na wiosnę i 3 razy w ciągu lata. Skutecznie zwalczano też chorobę opryskiwaniem mieszaniną antybiotyków: 0,02% trichothecyny i 0,05% polymycyny. Większe stężenie antybiotyków zwiększa skuteczność zwalczania choroby nie szkodząc roślinom.

## Występowanie
Mycosphaerella mori atakuje morwę białą (Morus alba) i morwę czarną (Morus niger).
Rozkład geograficzny: Afryka (Kenia, Libia, Zimbabwe, Malawi, Republika Południowej Afryki, Tanzania, Uganda), Azja (Indie, Irak, Malezja, Nepal, Pakistan, Turcja, Armenia, Gruzja, Taszkent); Australia (Australia, Nowa Południowa Walia, Australia Zachodnia), Europa (Austria, Bułgaria, Cypr, Dania, Francja, Niemcy, Włochy, Wielka Brytania, Węgry, Malta, tereny byłej Jugosławii), Ameryka Północna (USA, Pensylwania po Florydę, Teksas do Zachodniej Virginii, Wisconsin); Ameryka Południowa (Brazylia, Manaus). Występuje również w Polsce. Podany został w kilku pracach naukowych pod synonimami Cylindrosporium mori lub Septogloeum mori.